# Live (альбом Кліфтона Шеньє)
Live (перевиданий як Live at St. Mark's) — концертний альбом американського музиканта Кліфтона Шеньє, випущений у 1972 році лейблом Arhoolie.

## Опис
Цей концерт відбувся 6 листопада 1971 року в Сент-Маркс-холі в Ричмонді, Каліфорнія. На ньому співає і грає на акордеоні «король зайдеко» Кліфтон Шеньє зі своїм гуртом, до складу якого увійшли його старший брат Клівленд Шеньє на пральній дошці, гітарист Фелікс Джеймс Бені, басист Джозеф Морріс та ударник Роберт Сент-Джуді. Альбом вийшов через рік на лейблі Arhoolie Кріса Страхвіці (який його спродюсував).
У 1989 році альбом був перевиданий Arhoolie під назвою Live at St. Mark's на CD із 4 бонус-треками.

## Список композицій
1. «Zydeco Cha Cha» (Кліфтон Шеньє) — 4:05
2. «Bad Luck and Trouble» (Кліфтон Шеньє) — 5:45
3. «Cher Catin» (Кліфтон Шеньє) — 3:45
4. «New Ma Negress» (Кліфтон Шеньє) — 3:45
5. «Tu Le Ton Son Ton» (Кліфтон Шеньє) — 3:50
6. «You're My Mule» (Кліфтон Шеньє) — 4:15
7. «Tighten-Up Zydeco» (Кліфтон Шеньє) — 5:15
8. «Going Home Blues & Mess Around» (Кліфтон Шеньє) — 6:15

## Учасники запису
- Кліфтон Шеньє — вокал, акордеон
- Клівленд Шеньє — пральна дошка [рабборд]
- Фелікс Джеймс Бені — гітара
- Джозеф Морріс — бас-гітара
- Роберт Сент-Джуді — ударні

Технічний персонал
- Кріс Штрахвіц — продюсер, фотографія [обкладинка]
- Рой Ворд — інженер
- Генк Лебо — фотографії
- Вейн Поуп — обкладинка